# (4982) Бартини
(4982) Бартини (лат. Bartini) — типичный астероид главного пояса, открыт 14 августа 1977 года советским астрономом Николаем Черных в Крымской астрофизической обсерватории и 20 июня 1997 года назван в честь авиаконструктора Роберта Бартини.

## Обнаружение и именование
(4982) Бартини
Открыт 14 августа 1977 года в Научном Н. С. Черных.
Назван в память о Роберте Людвиговиче Бартини (1897—1974) — итальянском бароне по происхождению, который жил и работал в Советском Союзе. Будучи конструктором нескольких оригинальных самолётов, Бартини был также известен своими исследованиями в области аэродинамики, теоретической физики и космологии.
Оригинальный текст (англ.)4982 Bartini
Discovered 1977-08-14 by Chernykh, N. S. at Nauchnyj.
Named in memory of Robert Lyudvigovich Bartini (1897—1974), Italian baron by birth who lived and worked in the Soviet Union. The designer of several original aircraft, Bartini was also known for his research in aerodynamics, theoretical physics and cosmology.
Источники: DISCOVERY.DB; M.P.C. 30096.

## Орбита

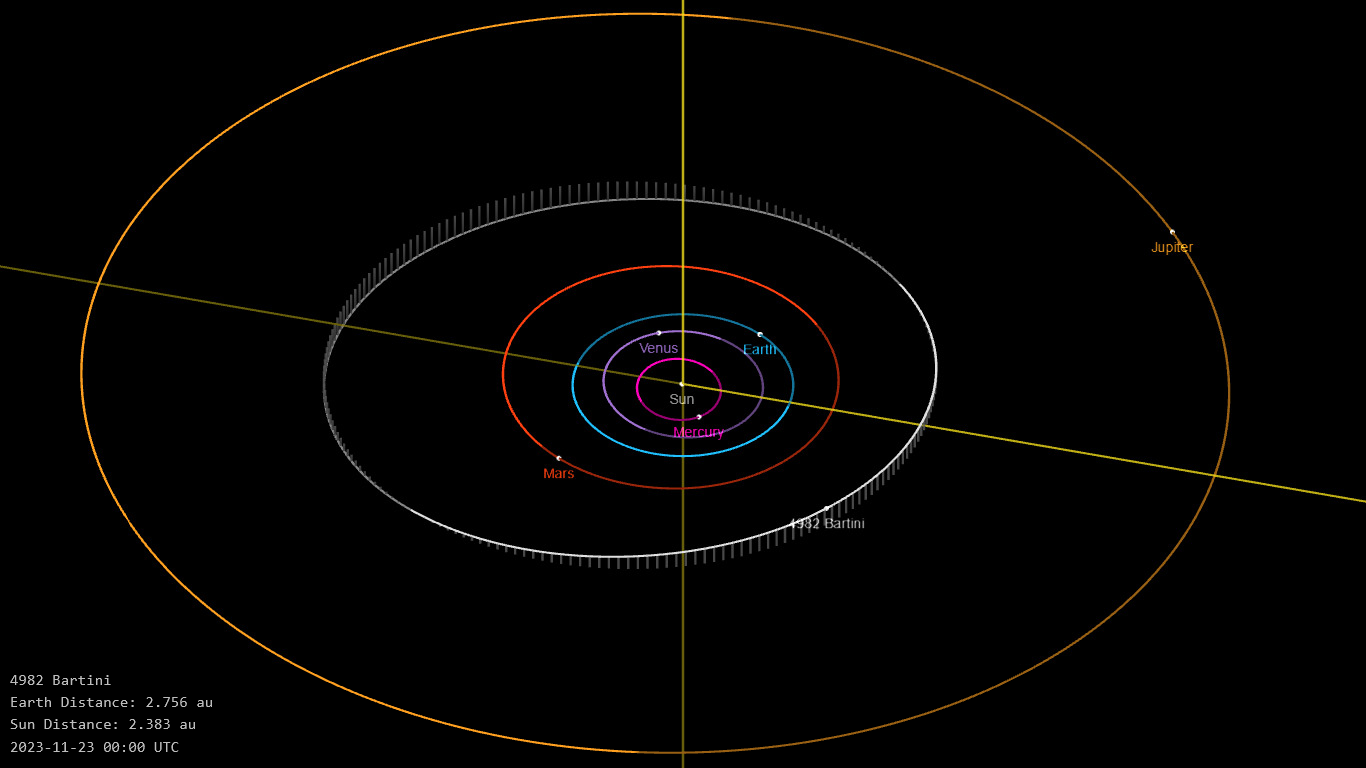
Орбита астероида Бартини и его положение в Солнечной системе

## Физические характеристики
Из результатов второго этапа спектроскопической съёмки малых астероидов главного пояса (Small Main-belt Asteroid Spectroscopic Survey, SMASSII) следует, что астероид относится к таксономическому классу A, а из наблюдений телескопа VISTA — к классу Ad.
По результатам наблюдений в видимом и ближнем инфракрасном диапазоне космического телескопа NEOWISE диаметр астероида оценивался равным 7,975±0,098 км. Согласно тому же источнику альбедо оценивается как
0,175±0,046.